# Howard Dean

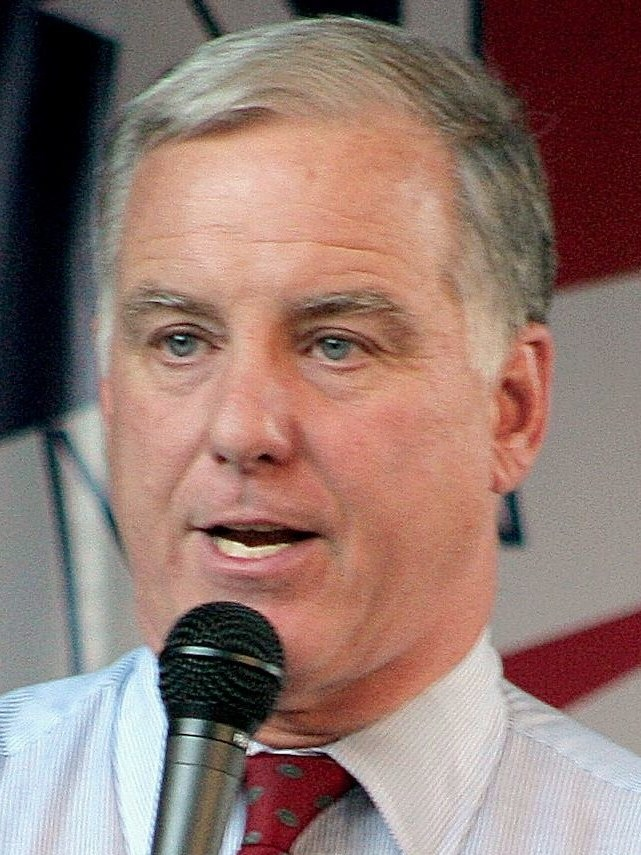
Howard Dean (2006)

Howard Brush Dean III. (* 17. November 1948 in New York City) ist ein US-amerikanischer Politiker  der Demokratischen Partei. Er war von 1991 bis 2002 Gouverneur von Vermont und bewarb sich erfolglos um die Präsidentschaftskandidatur der Demokratischen Partei 2004. Von 2005 bis 2009 stand er dem Democratic National Committee, der Parteiorganisation der Demokraten, vor und war verantwortlich für die 50-Staaten-Strategie, mit der die Demokraten u. a. mit Erfolgen in traditionell republikanischen Bundesstaaten die nationalen Wahlen 2006 und 2008 gewannen.

## Kindheit und Ausbildung
Dean wuchs in East Hampton, einem Dorf im Suffolk County, auf und ging unter anderem in Manhattan und Middletown (Rhode Island) zur Schule. Sein Vater war Börsenmakler und die Mutter Kunstschätzerin und sie beide standen der Republikanischen Partei nahe.
Dean schloss 1971 als Bachelor in Politikwissenschaft an der Yale University ab. 1978 erwarb er seinen Doktorgrad und seine Zulassung als praktizierender Arzt an der Albert-Einstein-Hochschule für Medizin in New York.

## Politische Anfänge und Gouverneurszeit
1980 begannen Deans politische Aktivitäten mit der führenden Beteiligung an einer Bürgerinitiative, die sich gegen Bebauungen am Lake Champlain und für Radwege einsetzte. 1982 wurde Dean Mitglied des Repräsentantenhauses von Vermont. Im Jahr 1986 wurde er zum Vizegouverneur gewählt und 1988 sowie 1990 wiedergewählt. Er praktizierte von 1981 bis 1991 weiterhin als Arzt; nach 1991 widmete er sich ganz der politischen Karriere.
Als Gouverneur Richard A. Snelling 1991 verstarb, übernahm Dean bis 2002 das Amt des Gouverneurs. Er übernahm das Amt während einer Rezession und verfolgte teils eine konservative und restriktive Finanzpolitik. Dabei wurden jedoch soziale Belange nicht ignoriert: In seiner Amtszeit als Gouverneur von Vermont von 1991 bis 2002 arbeitete Dean mehrfach aktiv in Gremien des amerikanischen Parlaments in Medizin- und Gesundheitsfragen mit. Am bekanntesten wurde das Projekt „Dr. Dynasaur“, ein öffentlich finanzierter Fonds um Kindern und Schwangeren eine flächendeckende Krankenversicherung zu ermöglichen. Die Anzahl Unversicherter ging von 12,7 % auf 9,6 % während seiner Amtszeit zurück und die Teenager-Schwangerschaftsrate halbierte sich. Während seiner Amtszeit hatte er 11 Jahre einen ausgeglichenen Staatshaushalt vorzuweisen.
Dean verfolgte gesellschaftlich eine Politik des Ausgleichs zwischen Demokraten und Republikanern. Er setzte sich für weitgehende Schwangerschaftsabbruchrechte ein und verabschiedete die Möglichkeit der Heirat in homosexuellen Lebensgemeinschaften, verteidigte aber das wenig eingeschränkte Waffenrecht seines Landes und wandte sich nicht gegen die Todesstrafe in schweren Fällen.

## Präsidentschaftskandidatur

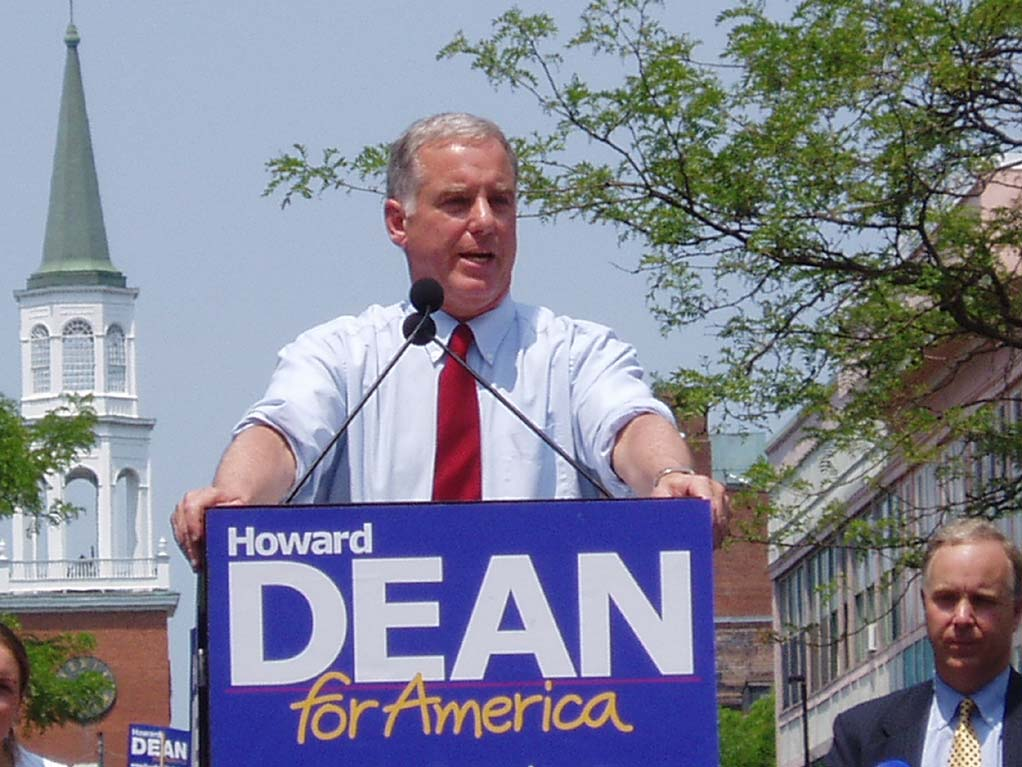
Howard Dean bei der Bekanntgabe seiner Präsidentschaftskandidatur (Juni 2003)

Dean bewarb sich am 23. Juni 2003 um das offizielle Kandidatenamt der Demokratischen Partei für die Wahl zum 44. Präsidenten der Vereinigten Staaten von Amerika.
Seine Kandidatur dürfte als erstes Beispiel eines wesentlich auf dem Internet basierenden Wahlkampfs in die Geschichte eingehen. Durch seinen Internet-Wahlkampf, einer Kombination von Weblog, Online-Wahlkampfspenden und der Online-Organisation von Zusammenkünften seiner Anhänger, gelang es ihm, von März 2003 bis Februar 2004 eine große und motivierte Anhängerschaft zu mobilisieren und im September 2003 den fundraising record von Bill Clinton zu brechen. Den Weg des Wahlkampfes über Graswurzel-Bewegungen fasste Dean auch als Mittel gegen den Einfluss von Lobby-Gruppen auf. Sein gesammeltes Wahlkampfbudget blieb aber trotzdem weit hinter den finanziellen Möglichkeiten des republikanischen Favoriten George W. Bush.
Deans politische Ausrichtung wurde vor dessen Präsidentschaftskandidatur in Amerika nicht mit linken Thesen in Verbindung gebracht. Am Anfang der offiziellen Kandidatur hatte Dean sich noch zögerlich zum Irakkrieg geäußert. Während andere demokratische Kandidaten wenig Kritik am damaligen Präsidenten George W. Bush übten, konfrontierte er Bush im Vorwahlkampf allerdings zunehmend offen. Er kritisierte den Irakfeldzug und die Steuersenkungspläne für Reiche der Regierung scharf und nannte Bush eine bösartig gesinnte Person, die alle Freunde im Ausland „erniedrige“. Auch seine eigene Partei und demokratischen Mitbewerber kritisierte er und bezeichnete die Mitbewerber teils als „Bush Lite“. Im März 2003 kritisierte er z. B. Abgeordnete der Demokratischen Partei für die Unterstützung des Irakkrieges.
Als Favorit gut im Rennen liegend, verlor Dean die Vorwahlen zur Präsidentschaft auch aufgrund eines Zwischenfalls, der in den USA als der „Dean-Scream“ bekannt ist. Dean hatte nach einer Grippe vor einer großen Gruppe von Unterstützern im Val-Air Ballroom in West Des Moines (Iowa) eine Rede gehalten in der er, aufgrund der großen Lautstärke der Wahlkämpfer und Unterstützer, sehr laut sprechen musste. Da sein Mikrofon jedoch den Lärm der Zuschauerschaft herausfilterte, hörten Fernsehzuschauer nur seine aufgrund der zurückliegenden Grippe noch schrill klingende und sehr laute Stimme. Zusätzlich begann er seine Rede mit hochrotem Gesicht. Vor allem die Aussage

„Nicht nur gehen wir nach New Hampshire, Tom Harkin, sondern wir gehen nach South Carolina und Oklahoma und Arizona und North Dakota und New Mexiko, und wir gehen nach Kalifornien und Texas und New York … Und wir gehen nach South Dakota und Oregon und Washington und Michigan, und dann gehen wir nach Washington, D.C. um uns das Weiße Haus zurückzuholen! Yeah!“

wurde von den Medien als unwürdig bezeichnet und der letzte Ausruf überdies von Zuschauern als schrill empfunden. Die Aufzeichnung der Ansprache wurde in nur vier Tagen im nationalen Fernsehen 633 Mal ausgestrahlt. Der souverän-humorvolle Umgang Deans mit der Angelegenheit sorgte zwar bei den Verantwortlichen in den Sendern im Nachhinein offiziell für Reue wegen der exzessiven Kritik, wobei z. B. CNN sogar eine Entschuldigung für die übertriebene Darstellung der Rede ausstrahlte, trotzdem hat der „Dean-Scream“ Dean wahrscheinlich sehr geschadet.
Dean charakterisierte sich als einen eher zurückhaltenden und liberalen Demokraten, dessen Glaube nicht seine Politik bestimme. So ist er für die Entscheidungsfreiheit der Frau (Pro-Choice) in Abtreibungsfragen und – etwa im Gegensatz zu Bill Clinton – mit wenigen Ausnahmen gegen die Todesstrafe. Dean setzte sich während seiner Zeit des Präsidentschaftswahlkampf 2004 für soziale Belange wie eine flächendeckende Krankenversicherung speziell für Kinder aber auch für Erwachsene (MediCare) und eine höhere Alphabetisierungsrate und Chancengleichheit für Minderheiten (Affirmative Action) ein.
Deans Wahlkampf war im Gegensatz zu anderen Kandidaten nicht von Events wie dem Joggen für die Kameras und herzlichen Beziehungen zu den Journalisten geprägt. Der Stern schrieb in seinem Porträt über Dean, er „verfügt über all das, was einen miserablen Präsidentschaftskandidaten ausmacht: Er ist vorlaut und brüsk und sagt offen, was er denkt.“ Sein spezifischer Politikstil wurde unter anderem mit dem von Oskar Lafontaine verglichen.
Längere Zeit als Favorit gehandelt, zog er am 18. Februar 2004 seine Kandidatur aufgrund unzureichender Wählerunterstützung in den Vorwahlen (Primaries) zurück und unterstützte ab dann den demokratischen Kandidaten John Kerry.

## Nach der verlorenen Kandidatur
Nach dem Ende seiner Kandidatur baute er seine Wahlkampfplattform zu einer Unterstützungsorganisation für demokratische Kandidaten auf allen politischen Ebenen (Democracy for America) um, mit dem Ziel, mittelfristig die Vorherrschaft der Republikaner in Kongress und Senat wieder zu brechen. Zu den Unterstützten von Democracy for America gehörte auch der damalige Senatskandidat und spätere US-Präsident Barack Obama. Am 12. Februar 2005 wurde Dean vom Democratic National Committee (DNC) mit großer Mehrheit zum neuen Vorsitzenden der Partei gewählt. Dieses Amt bekleidete er bis zum 21. Januar 2009, ehe er es an den vom neuen US-Präsidenten Barack Obama vorgeschlagenen Gouverneur von Virginia, Tim Kaine, übergab. In seiner Amtszeit stellte Dean entscheidende Weichen für eine bessere Aufstellung der Partei in Wahlkämpfen, etwa durch die Fortführung seiner 50-Staaten-Strategie (die die Zementierung in rote Staaten und blaue Staaten aufheben helfen sollte) und die Implementierung der Graswurzelorganisation beim Canvassing, etwa durch die Förderung von Mitarbeitern seiner eigenen Präsidentschaftskampagne wie Robby Mook, des späteren Wahlkampfmanagers Hillary Clintons 2016, im Stab des DNC.

## Privates
Derzeit wohnt Dean in Burlington, Vermont. Er ist verheiratet mit Judith Steinberg-Dean und hat mit ihr zwei Kinder. Er gehört der evangelischen United Church of Christ an.